# Ángel David Rodríguez
Ángel David Rodríguez García, (n. Madrid; 25 de abril de 1980), apodado 'El Pájaro', es un exatleta español especializado en carreras de velocidad perteneciente al F.C. Barcelona de atletismo. Se retiró en julio de 2023. Participó en los Juegos Olímpicos de Pekín en los 100 y 200 metros lisos.
Su apodo viene de cuando le observaban correr de pequeño en el parque de su barrio (Las Nieves, Móstoles), pues era bajito y delgado y cuando corría parecía un pajarito. Inició la práctica del Atletismo en las actividades extraescolares de su centro educativo escolar de Móstoles, y con 12 años después de ver ganar a Fermín Cacho el oro en Barcelona 1992, se inscribió en la Escuela de Atletismo de Móstoles, para pasar posteriormente al Club Asociación Atlética de Móstoles, donde permanecería hasta los 18 años, edad en la que ganaría el Campeonato de España Júnior al aire libre de 100 m y obteniendo esa temporada una marca de 10"56 en el hectómetro, pasando posteriormente al Club Puma Chapín Jerez. Ese mismo año participaría en la final del 4 × 100 m del Mundial Júnior de Annecy (Francia). Al año siguiente con 19 años conseguiría ser sexto en la final de los 100 metros en el Europeo Júnior de Riga con una marca de 10.49. Participó en la 9.º Copa del Mundo de Atletismo en Madrid donde quedó 8.º con un tiempo de 10.78, también concluyó octavo junto a sus compañeros Cecilio Maestra, Pedro Pablo Nolet, y Carlos Berlanga en la prueba de relevos de 4 x 100 con un tiempo de 39.64. En el 2007 fue a los mundiales de atletismo de Osaka donde llegó a la segunda ronda de los 100ml
Ha sido campeón de España de pista cubierta de 60 metros en 2007 con una marca de 6.70, en 2008 con 6.73 y en el 2009 con un tiempo de 6.69. El velocista español se clasificó para las semifinales de los 60 metros en el Campeonato del Mundo en pista cubierta de Valencia 2008, se clasificó como segundo de la octava serie con un registro de 6.69.
En julio de 2008 Ángel David consiguió el récord de España de 100 m lisos, en el Gran premio Diputación de Salamanca, con una marca de 10.14s y un viento favorable de 1,7 metros por segundo, superó en 4 centésimas el antiguo récord de Venancio José Murcia de 10.18. Esta marca le permitió ir a los Juegos Olímpicos de Beijing, consiguiendo la mínima A, donde quedó eliminado en la segunda ronda, lo mismo que en el 200.
Su entrenadora es Dunia Martín. Durante la temporada 2007/08 fue el blanco más rápido del planeta. En octubre de 2008, deja el club Puma Chapín Jerez y ficha por el FC Barcelona. En el 89.º Campeonato de España de Atletismo, celebrados el 1 y 2 de agosto de 2009, en Barcelona, consiguió ser campeón en tres pruebas, 100, 200 y 4 × 100 m. En los mundiales de atletismo de berlín 2009 participó en los 100 m y los 200 m, donde fue eliminado en 2.º ronda y en 1.º ronda respectivamente. En el 90.º Campeonato de España de Atletismo, celebrado el 17 y 18 de julio de 2010 en Avilés, fue campeón de los 100 m lisos, y 200 m lisos.

## Ángel David Rodríguez se entrena en el Paseo de Camoens
Ángel David Rodríguez (40 años), 21 veces campeón de España entre 60, 100 y 200 metros, encontró un terreno propicio para hacer series de velocidad: el Paseo de Camoens, junto al Parque del Oeste.
Allí, a las horas permitidas, el Pájaro corre "en un suelo regular, con opción de asfalto o tierra y que permite ejercitarse a una intensidad buena". "Calculo intervalos de 100 metros a 12 segundos, y se pueden hacer también de 150 y 200 midiendo las zancadas. Es un entrenamiento de pretemporada. Algún día me he cogido un globo, pero tampoco me voy a morir, sólo quiero estar óptimo". Ángel David pasó de la bici de spinning ("Me la dejó Go Fit") que tiene en casa a la calle. Y la gente respondió bien: "Me animan, 'venga, tío', y me saludan, mola. Les llama la atención ver a alguien que no hace carrera continua, pero no soy el único, hay cultura y va creciendo".
Al madrileño le afectó físicamente el confinamiento. "Perdí peso, masa muscular. Aunque esté tumbado y comiendo, adelgazo", dice. Por eso, y para evitar lesiones, debe completar "trabajo de fuerza y series, no a máxima velocidad, sino con ritmos controlados y poca recuperación. E intentaré coger kilos, pero no grasa". La semana que viene volverá al CAR del CSD. "Estoy a la espera de instrucciones, si hay que hacer reconocimiento médico... aunque para ir al gimnasio habrá que buscarse la vida". Y tiene una idea: "Montar uno con amigos en un pequeño local e ir por turnos". De nuevo toca tirar de ingenio.

## Anunció su retirada definitiva en julio de 2023, a los 43 años de edad.[16]
Ángel David Rodríguez, 'El Pájaro', atleta español especializado en pruebas de velocidad, anunció su retirada a los 43 años tras una extensa trayectoria profesional en la que consiguió veintiún títulos de campeón de España al aire libre entre 100, 200 y el relevo 4x100 y seis en pista cubierta en 60 metros.

## Palmarés
- 21 veces internacional (2002-2008).[19]
- Campeón de España promesa en 100 m lisos (2002) al aire libre.
- Campeón de España de 200 m lisos al aire libre (2004, 2009, 2010 y 2011).
- Campeón de España de 100 m lisos al aire libre (2006, 2007, 2009, 2010, 2011, 2012, 2013 y 2015).
- Campeón de España de 60 m lisos en pista cubierta 2007, 2008, 2009, 2010 y 2012).
- Campeón de España de 4 × 100 m relevos al aire libre por equipos con el FC Barcelona.

## Mejores marcas
El 2 de julio de 2008, Rodríguez consiguió el récord de España de los 100 m lisos con una marca de 10"14, rebajando en tres centésimas la plusmarca nacional que hasta entonces había estado en manos de Venancio José Murcia.
- 100 m al aire libre - 10´14s (2 de julio de 2008, Salamanca)
- 200 m al aire libre - 20´61s (19 de julio de 2008, Barcelona)
- 60 metros en pista cubierta- 6´55s (8 de febrero de 2013, Düsseldorf)

| Predecesor: Orkatz Beitia | Campeón de España de 100 m lisos 2006 - 2007 | Sucesor: Iván Mocholí |

| Predecesor: Iván Mocholí | Campeón de España de 100 m lisos 2009-2015 | Sucesor: Sergio Juárez Nieto |

| Predecesor: Jordi Mayoral | Campeón de España de 200 m lisos 2004 | Sucesor: David Canal |

| Predecesor: Javier Sanz | Campeón de España de 200 m lisos 2009-2011 | Sucesor: Sin sucesor |

| Predecesor: Venancio José Murcia | Plusmarca española de 100 m lisos 2 de julio de 2008 - 2016 | Sucesor: Bruno Hortelano |